# 瓜尔贝托·莫吉卡
瓜尔贝托·莫吉卡·奥莫斯（Gualberto Mojica Olmos，1984年10月7日—），是一名玻利维亚足球运动员。

## 俱乐部生涯
2001年，莫吉卡在乔治维尔斯特尔曼开始职业足球生涯。2004年，他转会加盟布鲁明，并成为球队队长，在2005年帮助球队获得联赛冠军。
2006年夏季，莫吉卡加盟罗马尼亚足球甲级联赛球队克鲁日，在赛季的冬季转会期被送往葡萄牙球队费雷拉。
在欧洲不成功的一个半赛季后，他在2008年初回到布鲁明，和球队签约一年。在球队无法满足他加薪的要求后，莫吉卡转投东方石油。2010年，他再次回到布鲁明，但在2011年又加盟东方石油。
2013年2月，莫吉卡再次登陆罗甲联赛，加盟普羅耶什蒂佩特羅魯。
2013年7月4日，莫吉卡和中国足球甲级联赛球队重庆力帆正式签约。在来华之前因为酒驾和超速制造了一起严重的车祸，被当地警方处于吊销一年驾照的处罚。